# Diecezja Machakos
Diecezja Machakos – diecezja rzymskokatolicka  w Kenii. Powstała w 1969.

## Biskupi diecezjalni
- Raphael Ndingi Mwana’a Nzeki (1969 – 1971)
- Urbanus Joseph Kioko (1973 – 2003)
- Martin Kivuva Musonde (2003 – 2014)
- Norman King’oo Wambua (od 2018)